# Hofmark Scherneck

Schloss Scherneck (Wening um 1700)

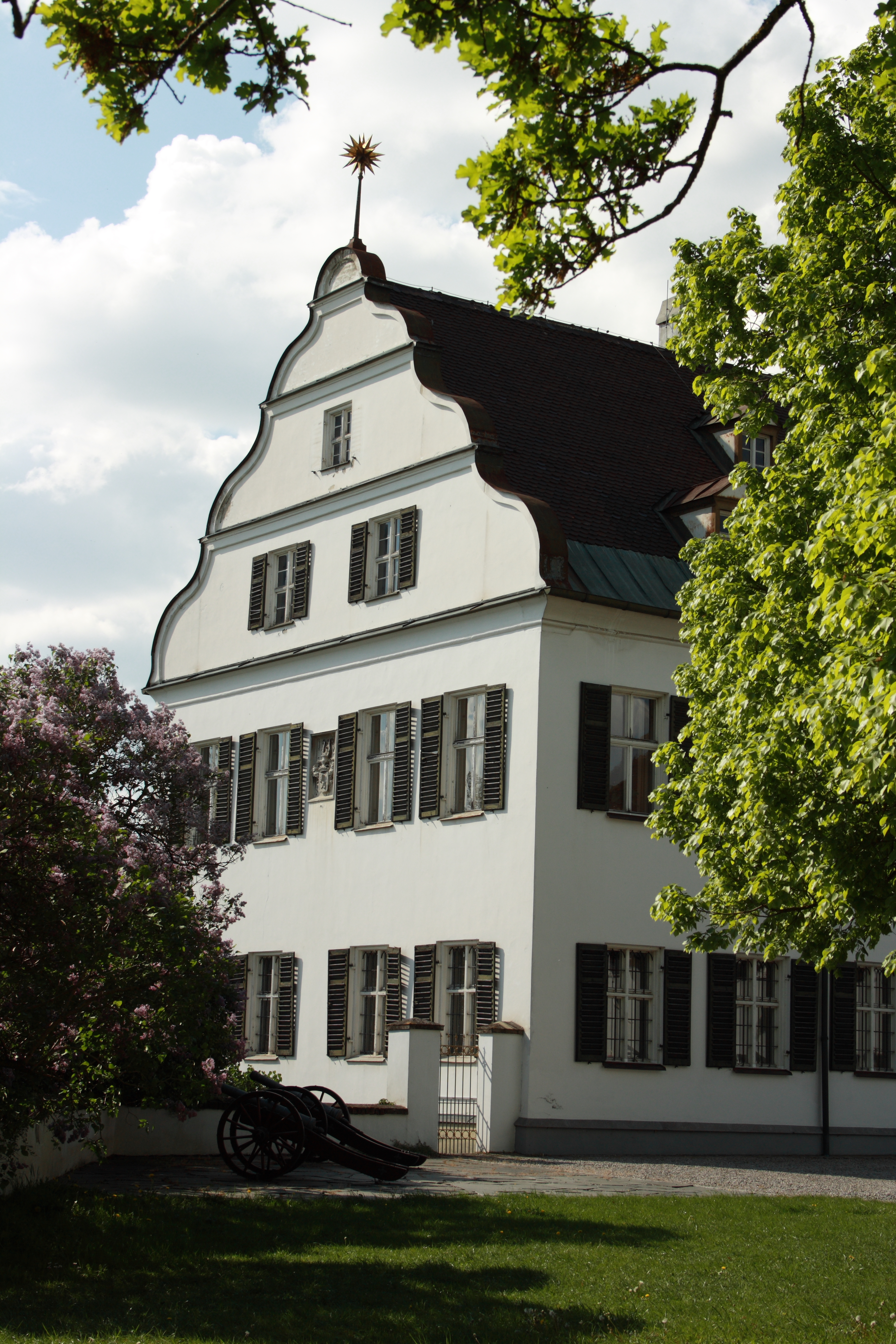
Schloss Scherneck

Die Hofmark Scherneck (oft auch: Hofmark Rehling-Scherneck) war eine Hofmark im Landkreis Aichach-Friedberg in Bayern.

## Geschichte
Die Hofmark Scherneck gehörte zu den ältesten Hofmarken des Oberlandes. Sie umfasste Scherneck, Rehling, Au, Allmering, Rohrbach, Hardt, Sägmühl, Oberach, Unterach, Gungstetten und (einschichtig) Alsmoos/Gebersdorf. Auch gehörten/gehören die Kirchenpatronate Rehling, Alsmoos und Igenhausen zur Hofmark. Das Patrimonialgericht Scherneck bestand bis zur Aufhebung der Patrimonialgerichtsbarkeit im Jahre 1848. 
Scherneck war seit dem 11. Jahrhundert der Stammsitz der Rehlinger. 1322 erwarben die Gumppenberger die Hofmark. Zwischen 1457 bzw. 1495 und 1579 bzw. 1585 hatten vorübergehend die Ebran zu Wildenberg und danach wieder die Gumppenberger die Hofmark im Besitz. 1626 erbte sie Johann Heinrich Notthafft von Wernberg, der sie 1636 an seinen Schwiegersohn Karl Fuchs verkaufte. Auf ihn folgten als Eigentümer: Felix von Lodron, 1679 bis 1696 ein Sandizeller, 1696 bis 1822 die Freiherren von Mayer und 1822 die Tautphoeus. Diese verkauften die Hofmark 1823 dem Freiherrn Johann Lorenz von Schaezler. Von Scherneck aus wurden auch die weiteren selbständigen Schaezler'schen Patrimonialgerichte Pichl und Stätzling-Wulfertshausen aus verwaltet.